# Dominikanerinnenkloster St. Ursula (Augsburg)

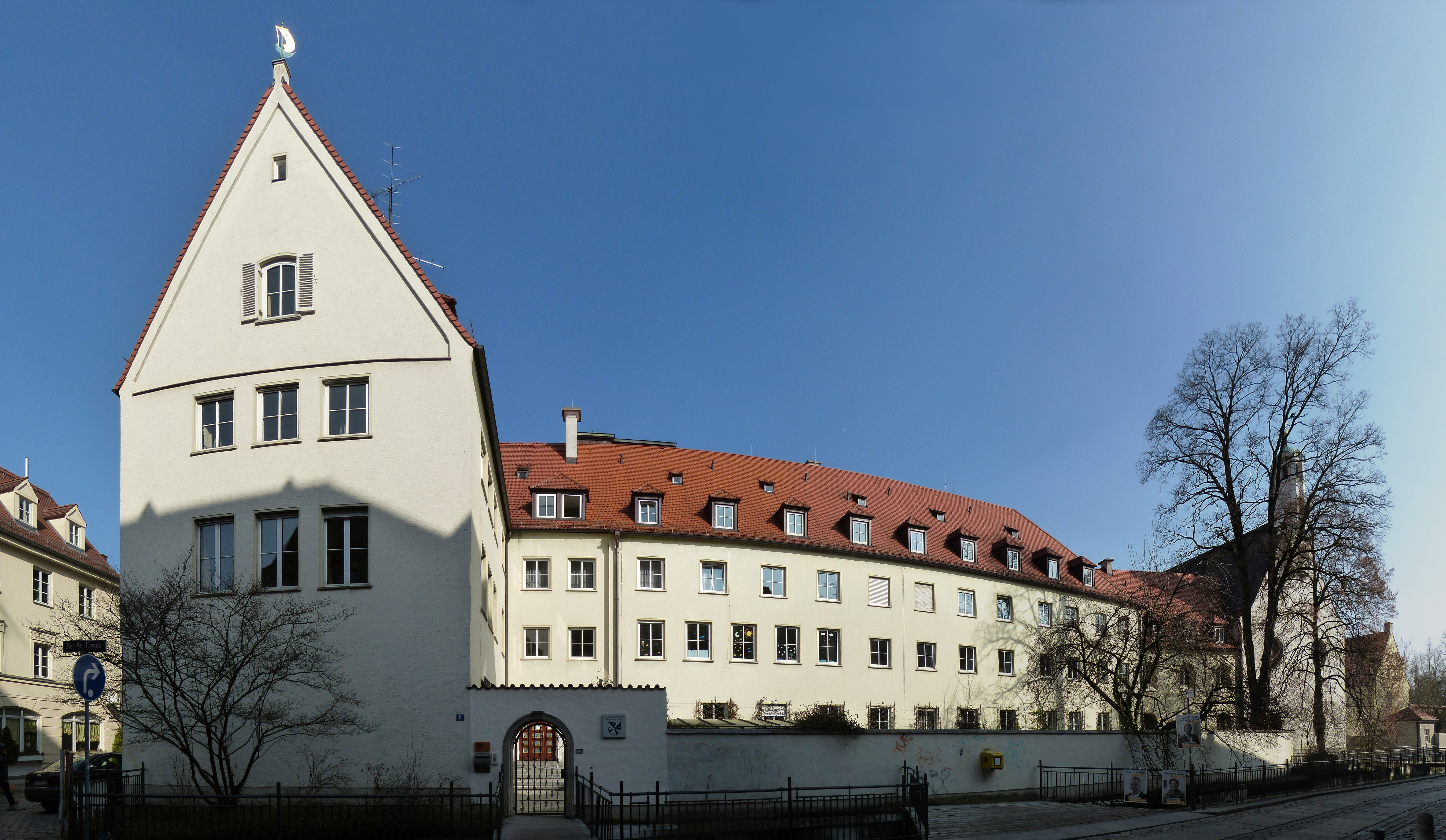
Das Kloster St. Ursula

Das Dominikanerinnenkloster St. Ursula ist ein Kloster der Dominikanerinnen in Augsburg in Bayern in der Diözese Augsburg. Es wurde 1335 gegründet und nach der Säkularisation 1828 wiedererrichtet.

## Beschreibung
Das Kloster enthält eine Realschule. Es grenzt gegen Osten an die Augsburger Stadtmauer, von der hier noch ein ca. 100 m langes Stück erhalten ist. Unmittelbar vor dem Kloster teilt sich der Schwalllech in den Hinteren und den Mittleren Lech auf.

## Geschichte
1335 schenkte der Kleriker Berthold Rehm den Beginen, die sich „Schwestern der willigen Armut“ nannten, ein Haus im Augsburger Lechviertel. Sie wurden mit reichlicher Aussteuer ausgestattet und mussten sich vorher mit Betteln behelfen. 1431 unterwarfen sie sich als regulierte Terziarinnen der geistlichen Leitung des benachbarten Dominikanerklosters St. Magdalena. Das Kloster wurde 1432 der heiligen Ursula geweiht.
Die heutige Klosterkirche St. Ursula wurde 1520 erbaut und 1720/30 umgebaut. Mit dem Einzug der Reformation in Augsburg lebte der Konvent von 1537 bis 1548 in Dillingen. St. Ursula war der Landeshoheit des Hochstifts Augsburg unterstellt. 1695 erfolgte die offizielle Einführung der Klausur. Im 18. Jahrhundert widmeten sich die Schwestern der Näh- und Stickarbeiten sowie der Krankenpflege.
Im Rahmen der Säkularisation in Bayern wurde das Kloster 1803 aufgelöst. Den 21 verbliebenen Nonnen wurde gestattet auf Lebenszeit in den Klostergebäude zu wohnen. Nach der Wiedererrichtung 1828 durften auch wieder Novizinnen aufgenommen werden. Das Kloster unterhielt seither eine Mädchenschule für Mitglieder der Pfarrei St. Ulrich. 1894 konnten die Klostergebäude von Stadt und Staat zurück erworben werden. Es bestanden Filialen in Donauwörth und Landsberg. In Gersthofen besaßen die Dominikanerinnen ein Klostergut, das sie von 1935 bis 1984 bewohnten. 
Das gesamte Kloster wurde im Zweiten Weltkrieg schwer beschädigt. Dennoch gelang es bereits 1945, den Schulbetrieb in eingeschränkter Form wieder aufzunehmen. Neben drei eigenen Klassenzimmern nutzten die Dominikanerinnen Gastrechte in benachbarten Einrichtungen, um den Unterricht aufrechtzuerhalten. Bis 1947 erfolgte der vereinfachte Wiederaufbau der Klosterkirche nach Plänen von Michael Kurz. In den folgenden Jahren wurden auch die Schule und das Kloster selbst schrittweise wiederhergestellt.
Aufgrund der beengten räumlichen Verhältnisse erwarb das Kloster das Grundstück der ehemaligen Seifensiederei in unmittelbarer Nachbarschaft. Dort entstand bis 1983 ein moderner Realschulbau, der den Anforderungen des erweiterten Schulbetriebs gerecht wurde.

## Teilgebäude

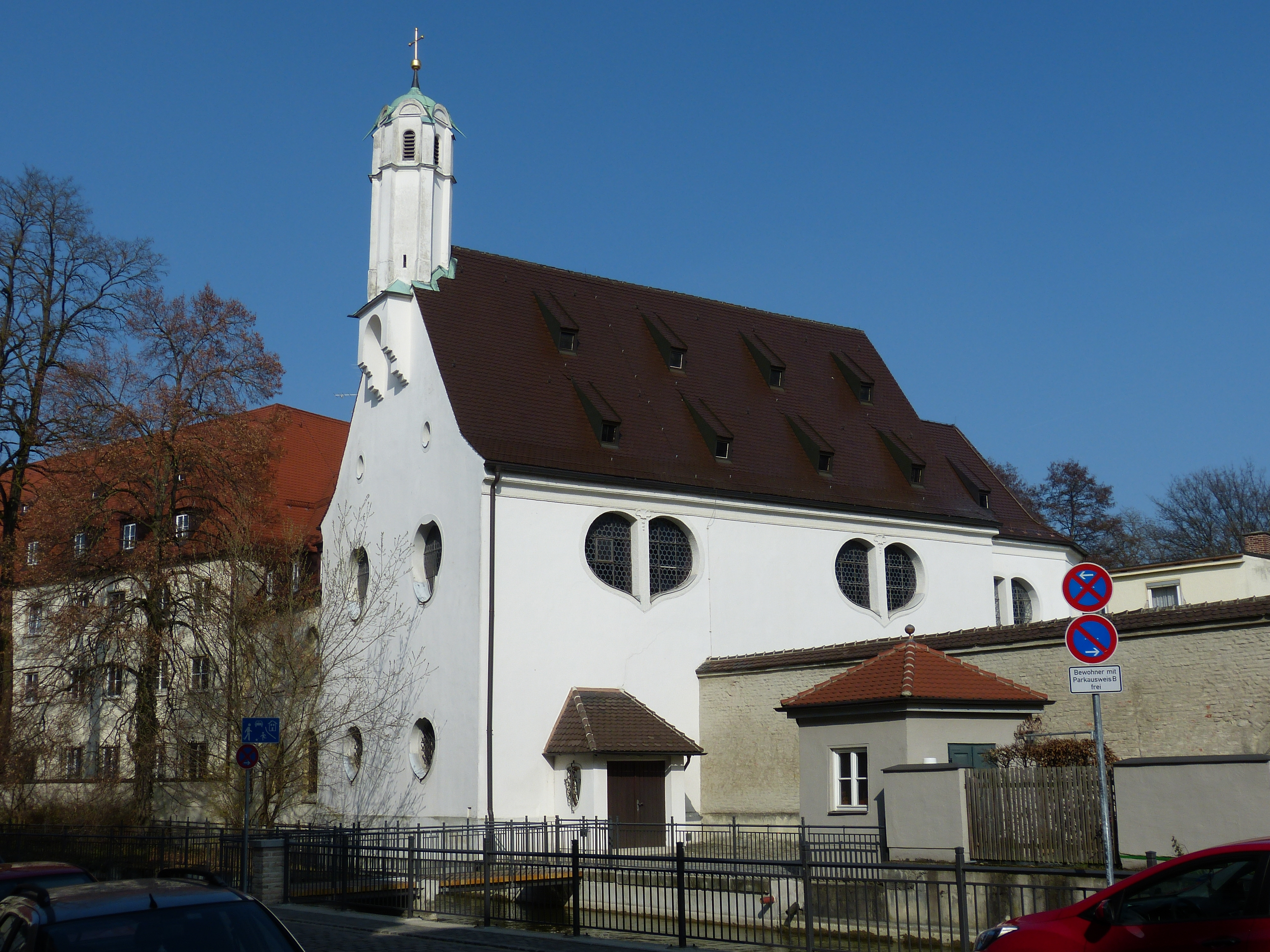
Klosterkirche
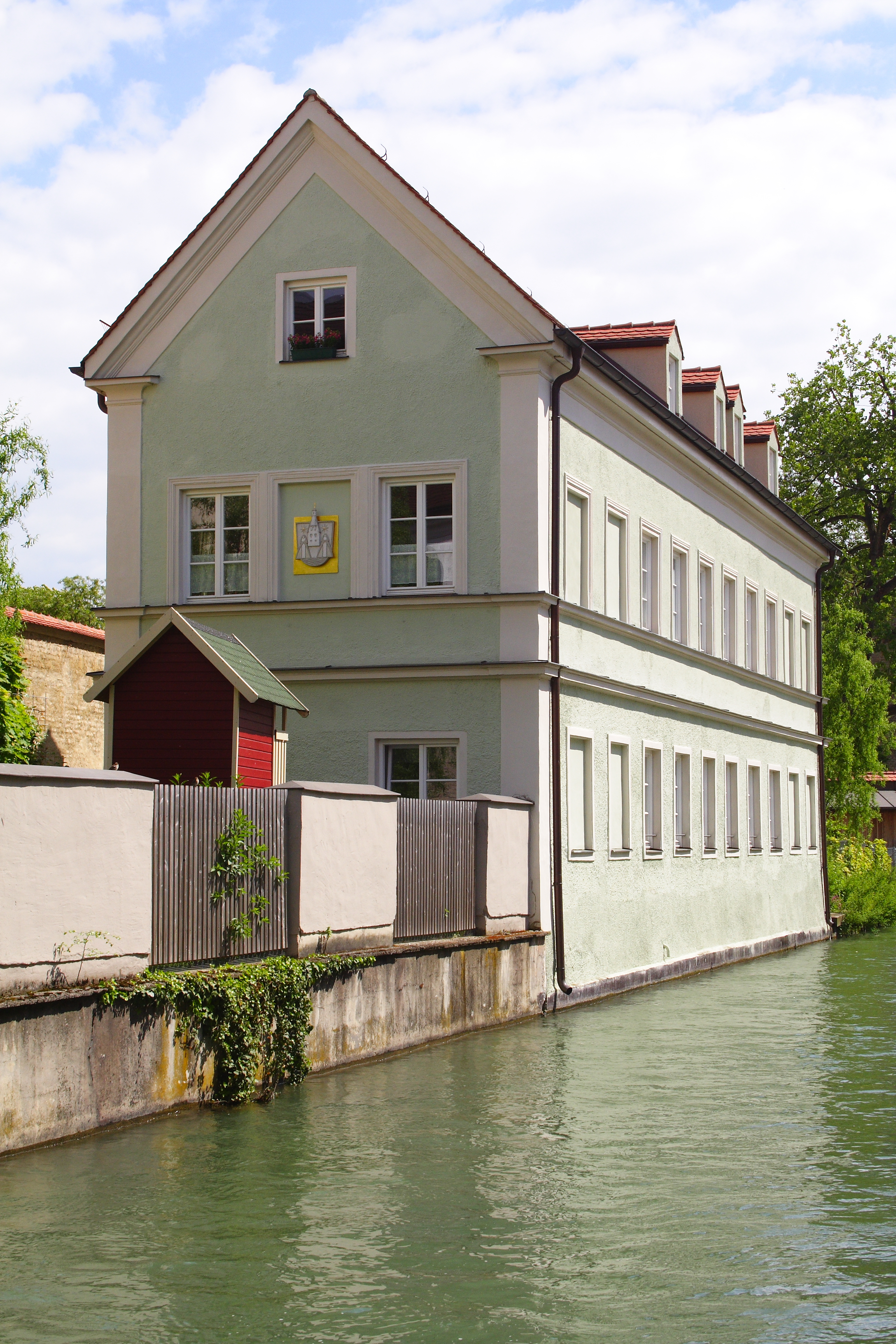
Ehemaliges Schulhaus
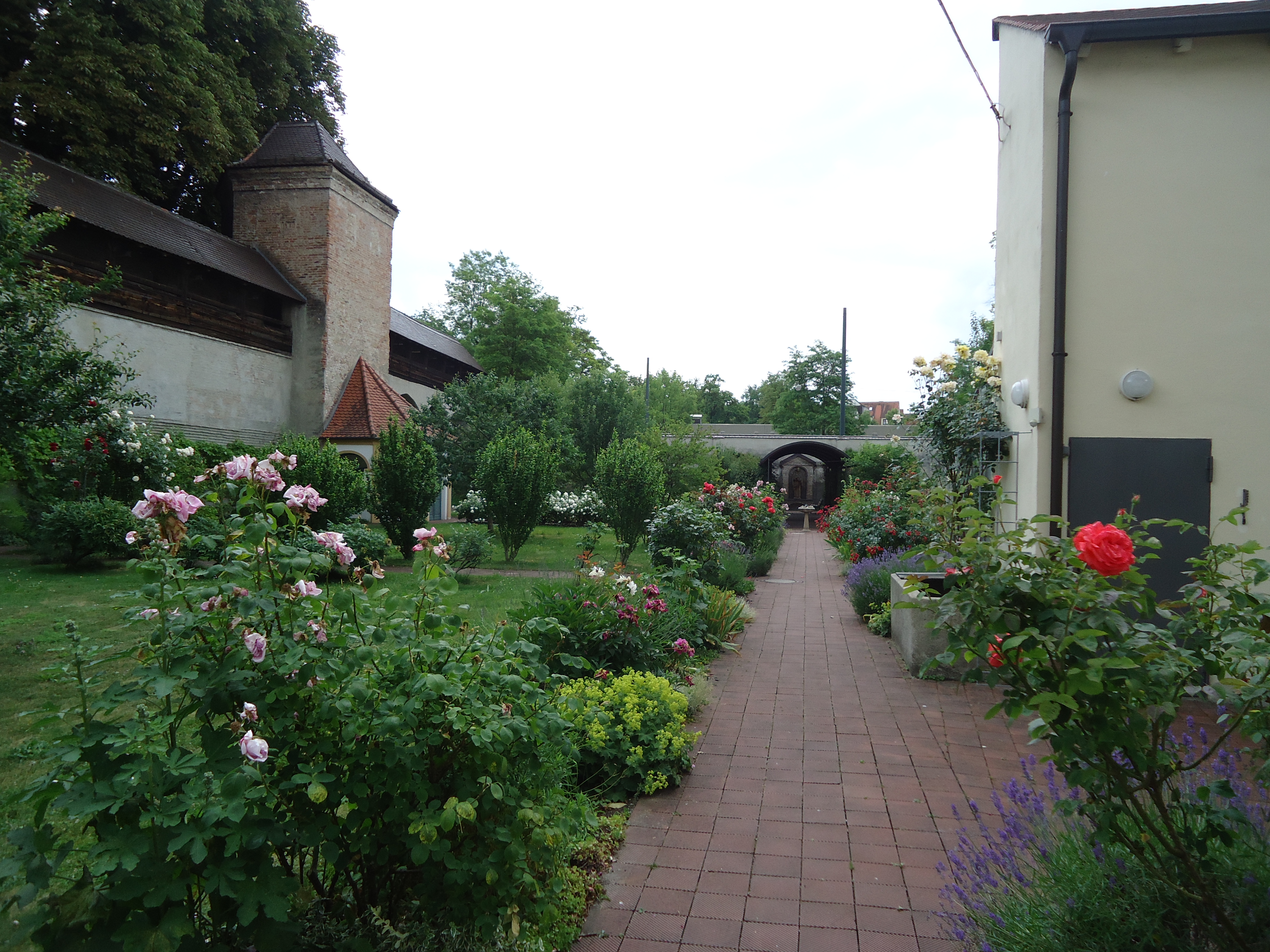
Klostergarten